# Čelovce (Prešov)
Čelovce (in tedesco Koppernitz o Schellendorf, in ungherese Cselfalva) è un comune della Slovacchia facente parte del distretto di Prešov, nella regione omonima.
Fu citato per la prima volta nei documenti storici nel 1355 come possesso dei Signori di Chmeľov, per poi passare ai nobili locali Csely. Nel 1769 appartenne ai Pulszky.